# Simão Mate Junior
Simão Mate Junior (* 23. června 1988 Maputo) je mosambický fotbalista.

## Klubová kariéra
S kariérou začal v Panathinaikos Athény v roce 2007. V sezoně 2009/10 tým vyhrál řeckou ligu. V roce 2012 přestoupil do Levante UD. Odehrál 92 ligových utkání a vstřelil 3 góly. V roce 2019 přestoupil do Vegalta Sendai.

## Reprezentační kariéra
Mate odehrál za mosambický národní tým v letech 2007–2016 celkem 42 reprezentačních utkání.

## Statistiky
| Mosambik | Mosambik | Mosambik |
| Roky     | Záp.     | Góly     |
| -------- | -------- | -------- |
| 2007     | 6        | 0        |
| 2008     | 8        | 0        |
| 2009     | 6        | 0        |
| 2010     | 7        | 0        |
| 2011     | 1        | 0        |
| 2012     | 5        | 0        |
| 2013     | 0        | 0        |
| 2014     | 7        | 0        |
| 2015     | 0        | 0        |
| 2016     | 2        | 0        |
| Celkem   | 42       | 0        |

## Úspěchy

### Klubové
Panathinaikos Athény
- Řecká Superliga: 2009/10